# Queste pazze, pazze donne
Queste pazze, pazze donne («Estas locas, locas mujeres» en italiano) es una película de antología de 1964 dirigida por Marino Girolami.

## Argumento
Una psiquiatra trata de demostrar en cuatro casos cómo el comportamiento de las mujeres puede tener consecuencias negativas para los hombres.
Gentil sesso («Sexo débil»)
Una chica logra defender a su novio a golpes de artes marciales del acoso de su ex celoso con sus hermanos a cuestas.
Pochi ma buoni («Pocas pero buenas»)
Un diputado moralista y defensor de las buenas costumbres resulta herido en un accidente de coche. Es atendido y alojado por una mujer que permite que sus cuatro hijas anden por la casa en traje de baño o con escote, provocando vergüenza en el hombre.
Siciliani a Milano («Sicilianos en Milán»)
Dos empresarios del vino, para cerrar un trato, intentan por todos los medios entregar a sus esposas a los clientes.
La garçonnière («Piso de soltero»)
Escribano y director se encuentran por malentendidos en la misma habitación de soltero provista para ambos para una escapada con sus amantes, ignorando el hecho de que son sus respectivas esposas.

## Reparto
- Misha Auer: el psiquiatra, presentador de los episodios.
- Antonella Murgia: paciente del psiquiatra.

Gentil sesso
- Ennio Girolami: Nando.
- France Anglade: Greten.
- Marisa Natale: Nannarella.
- Ignazio Dolce: hermano de Nannarella.
- Oreste Lionello: hermano de Nannarella.
- Massimo Carocci: hermano de Nannarella.
- Giampiero Littera: hermano de Nannarella.
- Manfred Freyberger: Dante.
- Jimmy il Fenomeno: cliente del club nocturno.

Pochi ma buoni
- Enrico María Salerno: el Honorable Casali Bardi.
- Fulvia Franco: madre de las chicas.
- Eliana Bertuccioli: Vanda.
- Luigi Leoni: secretario Micheletti.
- Mariolina Bottino: una de las chicas.
- Marina Fava: una de las chicas.
- Orchidea De Santis: Dora.
- Piero Gerlini: médico.

Siciliani a Milano
- Franco Franchi: Turiddu Macrì.
- Ciccio Ingrassia: Ciccio Pipitone.
- Maria Grazia Spina: Santuzza.
- Valeria Fabrizi: Carmelina.
- Livio Lorenzon: Comerciante de Vismara.
- Gino Ravazzini: Fabio, comerciante de Bolonia.
- Nino Marchetti: comerciante boloñés.
- Ugo Fangareggi: actor en el club nocturno.

La garçonnière
- Raimondo Vianello: Emilio Martini.
- Magali Noël: Julia.
- Umberto D'Orsi: Comendador.
- Jeannette Batti: Marisa.
- Edy Biagetti: Giannetti.
- Mario De Simone: taxista.
- Deddi Savagnone: Bice.